# 周俊樂
周俊樂（英語：Jerry Chau Chun Lok；2000年4月16日—），外號「啫喱仔」、「樂仔」、「周同學」，是香港賽馬會所屬自由身騎師，曾跟隨練馬師韋達學藝，現時他在一般讓磅賽事獲讓兩磅優惠。

## 經歷
周俊樂於2015年9月加入香港賽馬會賽事見習學員計劃，其後於2019年1月獲安排前往澳洲阿德萊德接受訓練。他在南澳洲賽馬會期間跟隨前領練馬師麥理昂（Leon Macdonald）學藝，並於2019年3月20日首次出賽。周俊樂於當地上陣544次，贏得77頭馬，在騎師榜位列第五位。2020年3月14日，周俊樂於澳洲南澳州萬富圍馬場策騎Always The King期間，坐騎於起步後不久便「起擒」而導致失地甚多，但他仍冷靜穩定馬匹情緒且機智地在進入最後直路階段將坐騎移入內欄，結果坐騎在他胯下縱使沿途處於極不利的情況下仍能勝出賽事，獲當地傳媒大讚其陣上應變能力出色。

## 在港策騎主要事跡

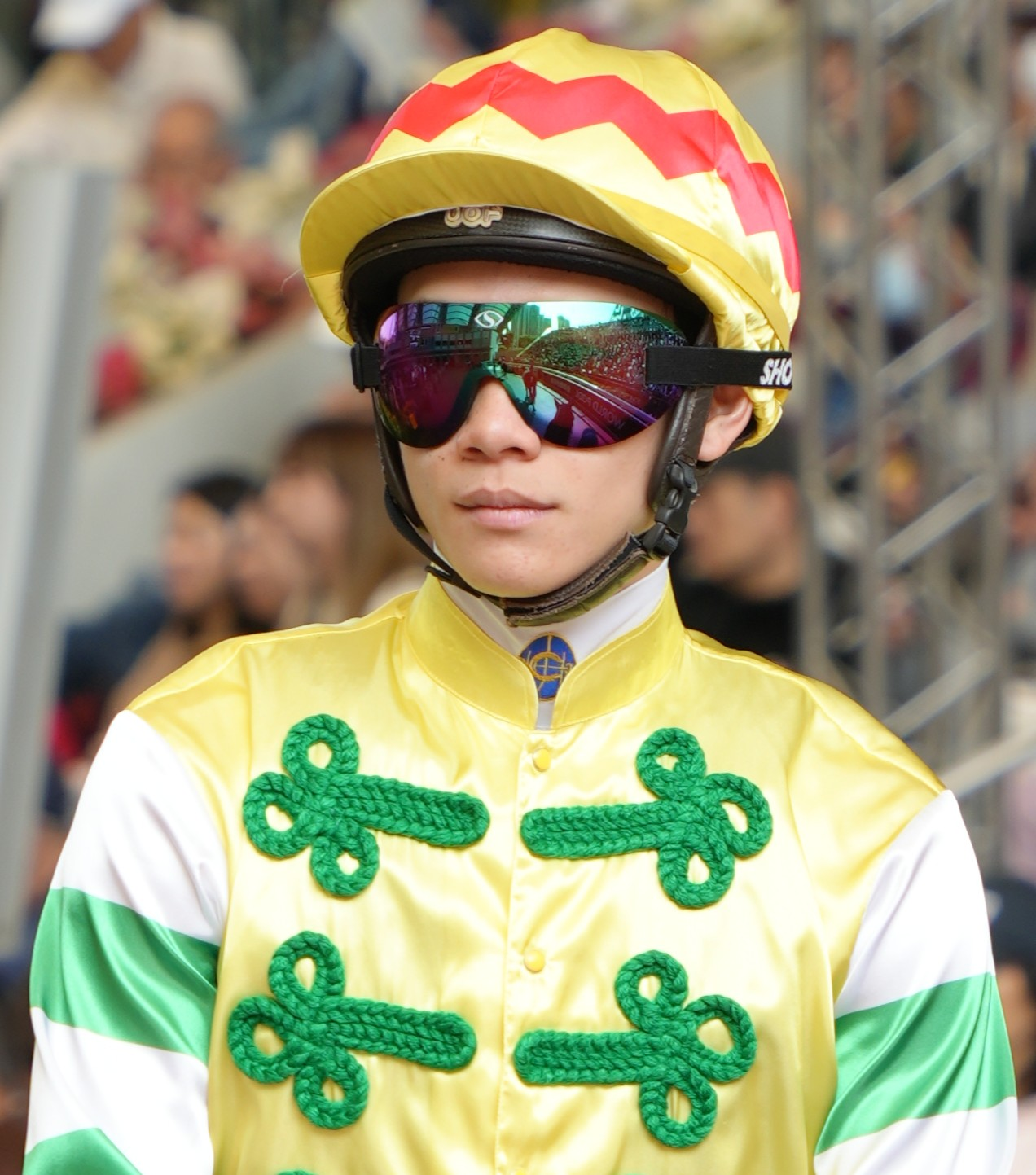
2025年3月23日，周俊樂於沙田馬場

### 2019/2020年度馬季
2020年3月25日，香港賽馬會撤銷先前發給勞景暘的見習騎師牌照，為填補見習騎師空缺，香港賽馬會牌照委員會於2020年4月6日緊急征召周俊樂並頒發見習騎師牌照，有效期至2019/2020年度馬季結束為止。不過，他在獲得管理層批准之前暫不可在跑馬地馬場的任何賽事中策騎出賽。此外，受2019新型冠狀病毒影響，周俊樂從澳洲返回香港後需於強制隔離期結束後方可開始策騎出賽。
2020年5月4日，香港賽馬會宣佈周俊樂將獲派跟隨練馬師韋達學藝，並且可於5月9日開始策騎出賽。
2020年5月9日，周俊樂首次在港上陣，獲安排於沙田馬場賽事策騎「百寶袋」、「進力之城」、「承你所願」及「二郎 」四匹坐騎。他在第七場賽事策騎其師傅韋達馬房的「承你所願」期間，雖然在賽事趨近二百五十米處的最後直路衝刺時被旁邊的騎師打跌了馬鞭，但他仍不慌不忙繼續力策，結果坐騎在他胯下勝出賽事，在港首天上陣便贏得頭馬。
同日，他在第九場賽事憑策騎約翰摩亞馬房的「二郎」出戰第一班賽事再下一城，首天上陣便起孖而回兼勝出第一班賽事，全日合共獲得兩冠一季一殿全上名的佳績。 
2020年6月23日，香港賽馬會宣佈管理層已批准練馬師韋達的請求，准許周俊樂自7月8日跑馬地賽事起在該馬場策騎出賽。然而，由於周俊樂被罰於7月8日星期三跑馬地賽事停賽，因此他由7月15日（即馬季煞科戰）賽事開始在跑馬地馬場策騎出賽。

### 2020/2021年度馬季
2020年10月14日，周俊樂於跑馬地夜賽合共策騎五匹坐騎，結果他全晚取得三冠一亞一季的佳績，以46分勝出騎師王，在港首次單日三捷及封騎師王。
2020年11月4日，周俊樂於沙田馬場第四場賽事憑策騎「如真如假」勝出其在港第20場頭馬，使他日後在一般讓磅賽事獲減至讓7磅優惠。同日，他再度封騎師王。
2021年5月5日，周俊樂於跑馬地馬場第六場賽事憑策騎賀賢馬房的「勁駒」勝出其在港第45場頭馬，使他日後在一般讓磅賽事獲減至讓5磅優惠。該晚，他累計獲得三冠一亞一季的佳績，以46分再度勝出騎師王。
2020-2021年度馬季，周俊樂勝出58場頭馬，成為香港歷來單季勝出最多頭馬的見習騎師。

### 2021/2022年度馬季
2021年10月6日，周俊樂於跑馬地馬場第八場賽事憑策騎告東尼馬房的「場場精綵」勝出在港第70場頭馬，正式畢業成為自由身騎師，令他日後在一般讓磅賽事獲減至讓3磅優惠。賽後，香港賽馬會賽馬事務執行總監夏定安於畢業禮上，頒發紀念銀碟予周俊樂。他在港上陣第639場賽事便成功畢業，超越潘明輝（650場）及何澤堯（727場），成為第二快畢業的香港本地見習騎師，只僅次於蔡明紹（472場）。
2021年11月21日，周俊樂於沙田馬場憑策騎呂健威馬房的「錶之未來」攻下國際二級賽馬會短途錦標，勝出其策騎生涯首項分級賽錦標。
2022年7月1日，周俊樂於沙田馬場憑策騎蘇保羅馬房的「韋小寶」勝出香港共慶回歸25周年盃，此亦為他贏得在港第95場頭馬，令他日後在一般讓磅賽事獲減至讓2磅優惠。

### 2022/2023年度馬季
2022年10月26日，周俊樂於沙田馬場第一場賽事憑策騎姚本輝馬房的「鑽飾翱翔」，勝出個人在港發展以來的第100場頭馬。
2023年3月25日，周俊樂策騎伍鵬志馬房的「韋小寶」遠征杜拜出戰杜拜世界盃賽馬日阿喬斯短途錦標，最終以第5名過終點。
2023年4月26日，跑馬地馬場第九場賽事，周俊樂策伍鵬志馬房「星耀王者」被裁定一項不適當策騎〔賽事規例第100(1)條〕，於九百米處至六百米處之間，不適當地向田泰安策騎的「嫡愛心」不必要地施壓。競賽小組判罰周俊樂由5月3日開始停賽（六個香港賽馬日)，直至5月22日才可再次出賽。2023年4月28日，周俊樂就裁決及處罰提出上訴。2023年5月11日，委員會駁回周俊樂的上訴，維持判處停賽六個香港賽馬日的決定 (由5月24日至6月10日)。

## 主要勝出賽事
香港
- 馬會短途錦標 - (1) - 錶之未來 (2021)

- 香港馬主協會錦標 - (2) - 超級綠洲 (2020)、錶之未來 (2021)

- 香港共慶回歸 25 周年盃 - (1) -  韋小寶 (2022)

- 施文信盃 - (1) - 公証福將 (2020)

- 李福深盃 - (1) - 勁得手 (2021)

- 葉錫安瓶 - (1) - 雪山飛狐 (2021)

- 仁濟盃 - (1) - 全勝神駒 (2021)

- 廣東讓賽盃 - (1) - 神龍駒 (2021)

- 扶輪百週年盃 - (1) - 小霸王 (2023)

- 香港欖球總會盃 - (1) - 旅英福星 (2023)

## 其他主要策騎馬匹
- 二郎 (2020年5月9日初次合作贏出第一班賽事)

## 在港策騎成績
| 年度        | 冠 | 亞 | 季 | 殿 | 第五 | 出賽次數 | 所贏獎金（港元） | 備註     |
| ----------- | -- | -- | -- | -- | ---- | -------- | ---------------- | -------- |
| 2019 - 2020 | 7  | 11 | 12 | 6  | 7    | 94       | $ 11,640,745     | 策騎首季 |
| 2020 - 2021 | 58 | 52 | 64 | 40 | 37   | 481      | $ 68,485,750     | 第2季    |
| 2021 - 2022 | 30 | 39 | 38 | 40 | 40   | 479      | $ 48,753,550     | 第3季    |
| 2022 - 2023 | 22 | 38 | 24 | 32 | 29   | 436      | $ 38,822,750     | 第4季    |
| 2023 - 2024 | 33 | 30 | 26 | 32 | 27   | 391      | $ 46,292,625     | 第5季    |
| 2024 - 2025 | 23 | 25 | 17 | 34 | 33   | 373      | $ 34,481,725     | 第6季    |
| 總計        |    |    |    |    |      |          |                  |          |

## 在港策騎資料
|                | 日期           | 賽事                                      | 場地 | 馬場     | 馬名     | 練馬師 | 名次 | 獨贏賠率 |
| -------------- | -------------- | ----------------------------------------- | ---- | -------- | -------- | ------ | ---- | -------- |
| 初出賽         | 2020年5月9日   | 第五班 - 1600米                           | 草地 | 沙田馬場 | 百寶袋   | 姚本輝 | 4    | 7.8      |
| 首勝利         | 2020年5月9日   | 第三班 - 1200米                           | 草地 | 沙田馬場 | 承你所願 | 韋達   | 1    | 3        |
| 級際賽初出賽   | 2021年6月20日  | 三級賽 - 1800米（精英碟）                 | 草地 | 沙田馬場 | 幸福掌聲 | 沈集成 | 8    | 33       |
| 級際賽首勝利   | 2021年11月21日 | 二級賽 - 1200米（馬會短途錦標）           | 草地 | 沙田馬場 | 錶之未來 | 呂健威 | 1    | 5.5      |
| 一級賽初出賽   | 2022年4月24日  | 一級賽 - 1200米（主席短途獎）             | 草地 | 沙田馬場 | 錶之未來 | 呂健威 | 9    | 6.1      |
| 一級賽首勝利   | —              | —                                         | —    | —        | —        | —      | —    | —        |
| 四歲系列初出賽 | 2022年1月30日  | 四歲系列經典賽 - 1600米（香港經典一哩賽） | 草地 | 沙田馬場 | 都靈太陽 | 韋達   | 4    | 86       |
| 四歲系列首勝利 | —              | —                                         | —    | —        | —        | —      | —    | —        |

## 軼事
初出道仍是學徒的周俊樂，在考入見習騎師學校初期，也曾遇到低潮，最終憑著音樂創作走出困境，釋放壓力，走出情緒低谷，助他跨過重重難關。
周俊樂講述成為騎師的經歷時說：「入學初期，我的策騎表現未符理想，加上體重問題，當時感覺好辛苦，曾經有想過放棄的念頭。2017年當準備放棄之際，舍監及高級體能教練高朗然有一天寫了一首歌，叫我嘗試填詞，我花了兩晚時間，將內心想法寫在歌詞裡，完成了《夢想》這首歌。在填詞的過程中，我想通了一些道理，就是『不要讓將來的自己後悔』。當騎師既然是我的夢想，不能因為一些挫折，便輕易放棄，所以下定決心，向著自己的夢想出發。」這首由周俊樂及騎師學校舍監及高級體能教練高朗然一起創作《夢想》也曾成為香港賽馬會「賽事見習學員」招募計劃主題曲。周俊樂亦是香港作曲家及作詞家協會會員，並以筆名JC名字註冊，JC是他英文名Jerry Chau縮寫。